# IC 4663
IC 4663 је планетарна маглина у сазвјежђу Шкорпија која се налази на листи објеката дубоког неба у Индекс каталогу.
Деклинација објекта је - 44° 54' 16" а ректасцензија 17h 45m 28,7s. Привидна величина (магнитуда) објекта IC 4663 износи 12,5 а фотографска магнитуда 13,1. IC 4663 је још познат и под ознакама PK 346-8.1, ESO 279-PN6, CS=14.0.